# Palazzo Giustinian Recanati

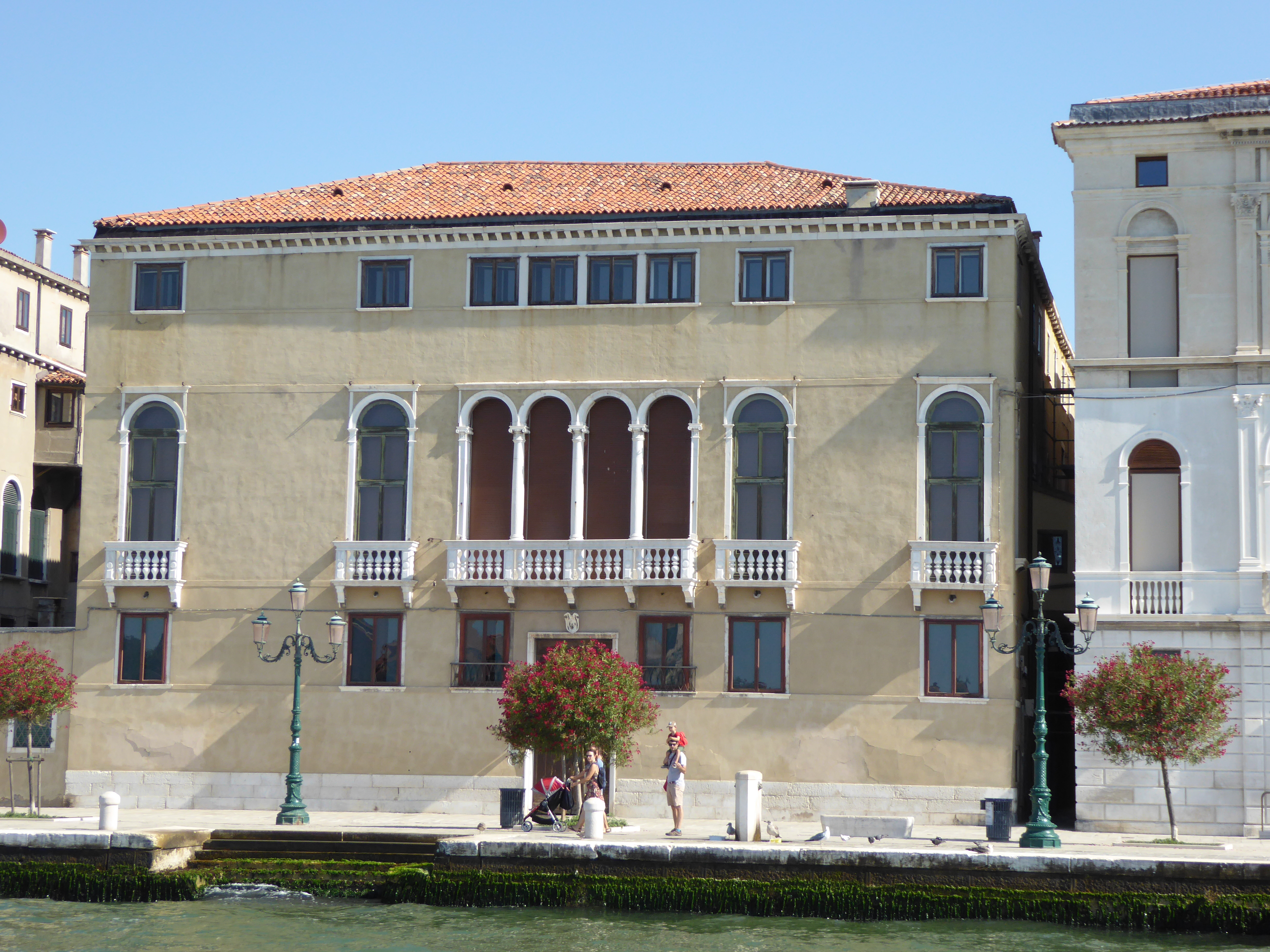
Palazzo Giustinian Recanati

Palazzo Giustinian Recanati ist ein Palast in Venedig in der italienischen Region Venetien. Er liegt im Sestiere Dorsoduro mit Blick auf den Canale della Giudecca, etwas links des Palazzo Clary.

## Geschichte
Der Palazzo Giustinian Recanati wurde im 16. Jahrhundert als Wohnhaus für einen Zweig der Familie Giustinian erbaut, der mütterlicherseits mit der Familie Morosini verbunden war.
Er fiel durch Vererbung an die Familie Recanati, die ursprünglich aus Badia Polesine stammte und seit dem 17. Jahrhundert zum venezianischen Patriziat gehört.
Heute zeigt sich der Palast in allen Teilen in gutem Erhaltungszustand und gehört weiterhin den Nachfahren der Familie Giustinian-Recanati.

## Beschreibung
Der Palazzo Giustinian Recanati erstreckt sich über drei Stockwerke. Die Fassade zeigt im Erdgeschoss ein breites Portal, auf dem das Wappen der Giustinians in Stein prangt. Im Hauptgeschoss gibt es Rundbogenöffnungen mit steinerner Brüstung, eingesetzt in rechteckige Rahmen: Zwei Paare von Einzelfenstern auf den Seiten und in der Mitte ein großes Vierfachfenster, gestützt durch ionische Säulen. Im Mezzaningeschoss unter dem Dach, das eine gezahnte Dachtraufe hat, sitzen acht kleine, quadratische Fenster.
Die Rückfassade des Palastes ist klassizistisch gehalten, was einem Eingriff im 18. Jahrhundert zu verdanken ist, vermutlich ausgeführt von Antonio Diedo. Diese Fassade zeigt auf einen kleinen Garten am Rio di Ognisanti, von dem er durch eine Mauer getrennt ist, auf der eine Statue aus dem 19. Jahrhundert sitzt, die die „Madonna mit dem Kind“ darstellt.
Innen ist der Palast verschwenderisch mit Stuckarbeiten aus dem 18. Jahrhundert und antiken Möbeln verziert.